# Catie DeLoof
Pour les articles homonymes, voir Deloof.
Catie DeLoof est une nageuse américaine née le 12 février 1997 à Grosse Pointe, dans le Michigan. Elle a remporté la médaille de bronze du relais 4 × 100 m nage libre aux Jeux olympiques d'été de 2020 à Tokyo.
Elle est la sœur des nageuses Ali et Gabby DeLoof.